# Private Investigations
Private Investigations – napisana przez Marka Knopflera ballada rockowa, nagrana przez zespół Dire Straits, która pochodzi z albumu Love over Gold. Utwór wydany został w 1982 roku jako singiel, który w Wielkiej Brytanii dotarł do 2. miejsca na liście UK Singles Chart.

## Listy przebojów
| Kraj            | Lista (1982)           | Pozycja |
| --------------- | ---------------------- | ------- |
| Szwajcaria      | Schweizer Hitparade    | 4       |
| Holandia        | Single Top 100         | 1       |
| Belgia          | Ultratop 50 (Flandria) | 1       |
| Wielka Brytania | UK Singles Chart       | 2       |